# Paul Ludwig Landsberg
Paul Ludwig Landsberg (* 3. Dezember 1901 in Bonn; † 2. April 1944 im KZ Sachsenhausen) war ein deutscher Philosoph.

## Leben
Landsberg war der zweite Sohn des Juristen Ernst Landsberg (1860–1927) und seiner Ehefrau Anna Landsberg, geb. Silverberg (1878–1938). Zur mütterlichen Linie gehören sein Großvater Adolf Silverberg (1845–1903) und sein Onkel Paul Silverberg (1876–1959). Aus einer jüdischen Familie stammend, die ihrem Glauben treu blieb, wurde er dennoch auf Betreiben seines Vaters am 27. Februar 1903 evangelisch getauft. Später bekannte sich Paul Ludwig Landsberg  zum katholischen Glauben.
Nach dem humanistischen Abitur 1919 studierte Landsberg zunächst in Freiburg bei Edmund Husserl und im Weiteren bei Max Scheler in Köln Philosophie. Noch vor Abschluss des Studiums veröffentlichte er 1922 den Essay „Die Welt des Mittelalters und wir. Ein geschichtsphilosophischer Versuch über den Sinn eines Zeitalters“. In dieser Wesensschau zur Geschichte versucht Landsberg zu zeigen, dass das Mittelalter im Sinne von Ordnung und Stabilität Orientierung geben könne.
„Die Geschichte des Abendlandes wiederholt in eherner Gesetzlichkeit eine Abfolge von menschlichen Wesensmöglichkeiten überhaupt, indem sie von der Ordnung zur Gewohnheit und von der Gewohnheit zur Anarchie hinabsteigt, um dann von der Anarchie zur Ordnung wieder zu gelangen.“
Im gleichen Jahr wurde er mit der Arbeit „Wesen und Bedeutung der Platonischen Akademie“ promoviert. Hier thematisiert er die Gegnerschaft von Sokrates und den Sophisten als Gegnerschaft von Gemeinschaft und Gesellschaft.
„Sophistik ist die Aufstellung des Gegenbildes zum leitenden Vorbild einer Kultur als Vorbild. Diese Umkehrung pflegt in einem bestimmten Augenblick des kulturellen Verfalls zu geschehen. Es ist wirklich nur eine Umkehrung. Der Sophist bringt durchaus nichts Neues, ist nicht der Beginner einer neuen Kultur, sondern das Zersetzungsprodukt einer alten. Das Gegenbild zu dem griechischen Vorbilde musste das des Tieres sein.“
Anschließend ging Landsberg für zwei Jahre nach Berlin und hörte Vorlesungen aus dem Bereich Sozialwissenschaften und Psychologie, unter anderem bei Werner Sombart und Max Wertheimer. Nach weiteren Studien in Freiburg und Bonn reichte er im Sommer 1928 seine Habilitationsschrift „Augustinus. Studien zur Geschichte seiner Philosophie“ bei Adolf Dyroff als Hauptgutachter in Bonn ein. Dyroff bemängelte zwar die philologische Qualität der Arbeit („Textkritik scheint dem Autor nicht am Herzen zu liegen“), gab aber ein positives Gutachten ab. Mit der Probevorlesung „Über die Bedeutung der Phänomenologie in der modernen Philosophie“ und der Antrittsvorlesung „Pascals religionsphilosophische Begründung“ wurde Landsberg schließlich im Dezember 1928 habilitiert.
In einem Aufsatz von 1922 hatte sich Landsberg gegen die neuzeitlich-säkularisierte und liberalistisch-individualistische Kultur seiner Zeit gewandt und zu einer „konservativen Revolution“ aufgerufen, dabei zu einer Rückbesinnung auf die Wertorientierung einer Ständegesellschaft aufgefordert. Die Welt müsse sich an einem „christlichen Gottesbild“ orientieren. Zugleich äußerte er Kritik am Kapitalismus und warnte vor einer Amerikanisierung Europas. Seine pessimistische Weltsicht verstärkte sich im Laufe der Zeit und 1930 beklagte er das „Ameisenleben sinnloser Tätigkeit in einem großen Staat der Zwecke“ sowie die „Wiedervertierung des Menschen.“ In Anknüpfung an seinen Lehrer Max Scheler verfasste Landsberg bis 1932 eine „Einführung in die philosophische Anthropologie“. Hier vertrat er programmatisch die Auffassung, dass die Anthropologie keine Einzeldisziplin ist, sondern den „heutigen Aspekt der philosophischen Grundproblematik selbst“ erfasst. Es gehe um die „Selbstauffassung des Menschen“ aus seiner erlebten „inneren Erfahrung“, die er nicht aus den Einzelwissenschaften gewinnen kann.
Bereits in der Anthropologie setzte sich Landsberg mit der Frage nach dem Tod als der Urfrage des Menschen auseinander, die „die Auseinandersetzung mit dem den Sinn des Lebens bedrohenden menschlichen Todesbewußtsein und die Suche nach einer Überwindung der Vergänglichkeit“ ist. (63)
„Es wird sich uns zeigen, daß der Mensch nie ein fertiges Etwas ist, sondern, daß recht eigentlich immer nur Menschwerdung geschieht“ (64)
In der Auseinandersetzung mit dem Tod erfährt der Mensch nicht nur seine individuelle Vergänglichkeit, sondern auch seine Zugehörigkeit zur Gattung Mensch und kommt so zu der Frage nach dem Wesen des Menschen und nach dem Sein überhaupt.
Nach der Machtübernahme durch die Nationalsozialisten musste Landsberg 1933 über die Schweiz nach Frankreich ins Exil gehen. In Zürich heiratete er am 27. Juli 1933 seine Bonner Braut Magdalena Hofmann. Wegen seiner nicht-arischen Abstammung wurde ihm im September 1933 die Lehrbefugnis gemäß § 3 des Berufsbeamtengesetzes entzogen. Im Exil schloss sich Landsberg dem Widerstand der Exilanten an und veröffentlichte unter anderem in der Zeitschrift für Sozialforschung. 1934 erhielt er Lehraufträge an den Universitäten in Barcelona und Santander. Bei Ausbruch des spanischen Bürgerkrieges ging er zurück nach Frankreich, wo er ab 1937 an der Sorbonne lehrte. In Frankreich machte er die Gedanken Schelers bekannt und setzte sich weiter mit der Frage der Bedeutung des Todes („Die Erfahrung des Todes“ und „Das moralische Problem des Selbstmordes“) auseinander. Dabei schuf er das Bild des Gestorbenen als „anwesend in Abwesenheit“. Die beiden Essays erschienen in der französischen Zeitschrift Esprit, zu dessen Herausgeber Emmanuel Mounier Landsberg einen engen Kontakt hatte.

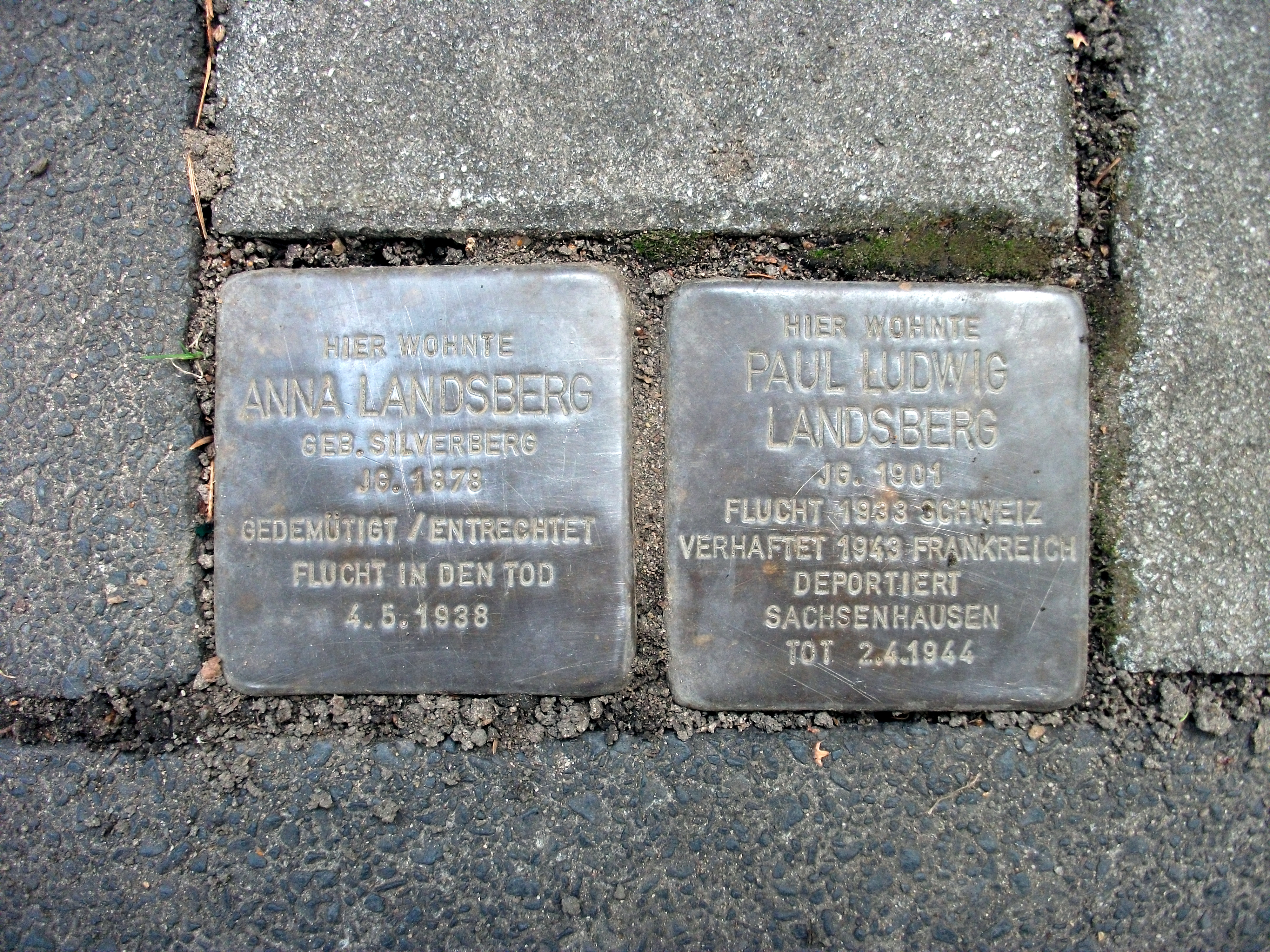
Stolperstein für Paul Ludwig Landsberg in Bonn

1938 nahm sich seine Mutter das Leben, nachdem ihr ein Ausreiseantrag zum Besuch ihres Sohnes in Paris und von Verwandten in der Schweiz nicht genehmigt worden war.  Die Kölner Universität entzog dem Ausgebürgerten am 14. April 1939 die Doktorwürde. Wie alle Deutschen sollte Landsberg nach Kriegsausbruch von den Franzosen interniert werden, konnte aber mit Hilfe von Freunden dieser ersten Welle entgehen. Bei der zweiten Maßnahme wurden die Landsbergs in verschiedene Lager gebracht, er in die Bretagne, sie nach Gurs in Südfrankreich. Nach dem Einmarsch der deutschen Truppen in Frankreich konnte er in den unbesetzten Teil Frankreichs fliehen und hielt sich unter dem Namen Paul Richert versteckt. Für eine Ausreise waren alle Papiere bereit, als Landsberg nicht von seiner traumatisierten Frau lassen wollte, die stationär behandelt werden musste († 1954). Sein Engagement in der Résistance wurde verraten und im März 1943 verhaftete ihn die Gestapo. Zuerst lange in Pau, Lyon und Bordeaux inhaftiert, kam er ins KZ Sachsenhausen bei Oranienburg. Am 2. April 1944 verstarb Landsberg dort an Hunger, Erschöpfung und Krankheit.

## Schriften
- Die Welt des Mittelalters und wir. Ein geschichtsphilosophischer Versuch über den Sinn eines Zeitalters. F. Cohen, Bonn 1922, 1923, DNB 574548939.
- Wesen und Bedeutung der Platonischen Akademie. Eine erkenntnissoziologische Untersuchung (= Schriften zur Philosophie und Soziologie, Band 1). F. Cohen, Bonn 1923, DNB 580507211 digitized by: Internet Archive 2014 (Ursprünglich als Beitrag zu dem herauszugebenden Sammelwerke über Soziologie des Wissens entstanden, Dissertation Universität Köln 1923, 101 Seiten, online: Full text, Webtext, kostenfrei, 101 Seiten (kein PDF)).
- Pascals Berufung. F. Cohen, Bonn 1929, DNB 574548904 (erweiterte Antrittsvorlesung Bonn 39 Seiten).
- Einführung in die philosophische Anthropologie. Klostermann, Frankfurt am Main 1934, DNB 574548912.
- Essai sur l´Experience de la Mort (Questions disputées, Vol. 17). Desclée de Brouwer, Paris 1935, DNB 993268374 (französisch).
  - Deutsche Übersetzung: Die Erfahrung des Todes (Nachwort Arnold Metzger). Vita Nova, Luzern 1937, DNB 993268323; NA: (= Bibliothek Suhrkamp, Band 371) Suhrkamp, Frankfurt am Main 1973, ISBN 3-518-01371-8; 2. NA: herausgegeben und mit einer Einleitung und einem Nachwort versehen von Eduard Zwierlein. Matthes & Seitz, Berlin 2009, ISBN 978-3-88221-660-8.